# Graf DK 44

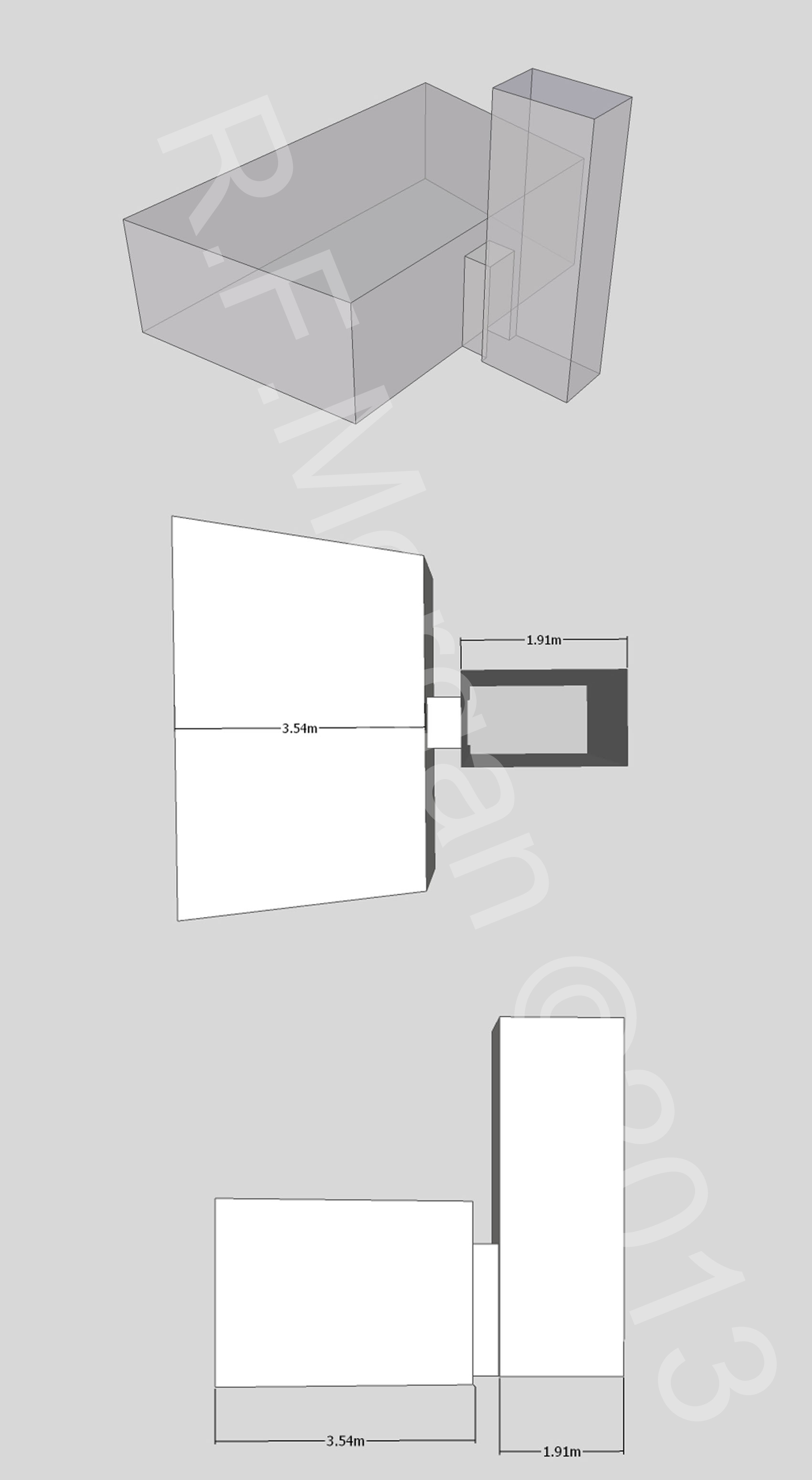
Schematische weergave van graf DK 44

Graf DK 44 is een graf uit de Vallei der Koningen. Het graf werd ontdekt door Howard Carter op 26 januari 1901 en later onderzocht door Donald P. Ryan in 1990-1991. Het is onduidelijk voor wie het werd gebouwd. Potscherven uit de tombe wijzen er wel op dat het graf stamt uit de 18e dynastie.
In de 22e dynastie werd het graf opnieuw gebruikt door een zekere Tentkerer, een vrouw aan het hof van Osorkon I.